# جوجیل
جوجیل، روستایی از توابع بخش مرکزی شهرستان فلاورجان در استان اصفهان ایران است.جوجیل از شرق به شهر فلاوجان، از غرب به شهر قهدریجان، از شمال به شهر زازران و از جنوب به اراضی وسیع کشاورزی محدود می شود.

## جمعیت
این روستا در دهستان زازران قرار دارد و براساس سرشماری مرکز آمار ایران در سال ۱۳۹۵، جمعیت آن ۶۳۷۲ نفر (۱۷۷۱خانوار) بوده‌است.